# Marko Adamović
Marko Adamović (in serbo Марко Адамовић?; Ub, 11 marzo 1991) è un calciatore serbo, centrocampista svincolato.

## Carriera

### Club
Il 3 luglio 2018 viene acquistato a titolo definitivo per 75.000 euro dalla squadra cipriota dell'AEL Limassol.

## Palmarès

### Club

#### Competizioni nazionali
- Coppa di Cipro: 1

AEL Limassol: 2018-2019